# 渡辺寧
渡辺 寧（わたなべ やすし、1896年11月15日 - 1976年11月17日）は、日本の電子工学者。東北大学名誉教授、静岡大学名誉教授。茨城県出身。
日本における電子工学の先駆者で、日本でのトランジスタ研究の最初期の研究を統括した。他に長距離電話中継用の独自の増幅機や溶接制御用の放電管等を発明した。文化功労者。

## 経歴
- 1896年11月15日、茨城県久慈郡久慈町（現在の日立市久慈町）に生まれる。
- 1914年、旧制茨城県立太田中学校（現在の茨城県立太田第一高等学校）卒業（中10回）[1]。
- 1917年、旧制第一高等学校卒業[1]。
- 1921年、東京帝国大学工学部電気工学科卒業。東北帝国大学工学部電気工学科で講師の職を得る。
- 1922年、同助教授。
- 1926年、工学博士。論文題目「真空管の入力アドミッタンスの研究」。
- 1929年、同教授。
- 1937年、逓信省電気試験所技師兼任となる。
- 1943年、海軍技師兼任となる。
- 1944年、海軍技術研究所島田実験所所長兼任となる。
- 1952年、東北大学電気通信研究所所長。
- 1956年、東北大学工学部長。
- 1959年、電気学会会長。
- 1960年、東北大学を定年退官。静岡大学学長。
- 1961年、西澤潤一らと共に財団法人半導体研究振興会（2008年3月解散）を設立し会長に就任[2]。
- 1963年、東北大学学長に選出されるが辞退する。
- 1969年、静岡大学を退官し名誉教授[2]。
- 1976年11月17日、死去。

## 業績
一つの線で同時に13局と送信通話のできる電話機や水中電話等を開発した。またPINダイオードの開発でも指導的役割を担った。

## 人物
- スポーツでは野球やゴルフを好み、東北大時代にはよく自ら率いる教官チームと学生チームで草野球をしていた[2]。
- 金に煩い一面があり、「研究室には金はやらん。やると仕事をしなくなる」が指導原理だったという。このため研究室では高価な実験機材が購入できず、やむなく機材を自作するのが常だったが、「かえって独創的な研究成果を産んだ」と評価する向きもある[3]。

## 著書
- 『空間電荷電導論』高周波科学論叢書、修教社(刊)、1950年。
- 『半導体とトランシスタ(1)』電子工学講座、オーム社(刊)、1957年。
- 『半導体とトランシスタ(2)』電子工学講座、オーム社(刊)、1959年。

## 顕彰
- 電気通信学会功績賞(1942年)
- 藍綬褒章(1953年)
- 恩賜発明賞(1966年)
- 勲二等旭日重光章(1967年)
- 科学技術庁長官奨励賞(1970年)
- 文化功労者(1970年)
- 勲一等瑞宝章(1976年)

## 資料
- 書籍『学尊先覚－渡辺寧先生追悼録』渡辺寧先生追悼録刊行会(編)、オーム社(刊)、1978年11月17日。